# Миловань
Миловань (укр. Милова́нь) — село в Ровненской сельской общине Ковельского района Волынской области Украины.
До 2020 года входило в Любомльский район.
Код КОАТУУ — 0723381003. Население по переписи 2001 года составляет 270 человек. Почтовый индекс — 44330. Телефонный код — 3377. Занимает площадь 0,68 км².